# Kiriłł Pogriebniak
Kiriłł Pogriebniak (ur. 27 czerwca 1995 w Moskwie) – rosyjski piłkarz, grający jako napastnik.
Wychowanek moskiewskiej szkółki piłkarskiej „Timiriazewiec”; od 2017 zawodnik drugiej drużyny Zenitu Petersburg.
Młodszy brat Pawła i Nikołaja Pogriebniaków.